# Isabel Arqué i Gironès
Isabel Arqué i Gironès   (Barcelona, 1923 - l'Espluga de Francolí, 18 de maig de 2012) fou una pedagoga catalana.
Va fer una contribució molt important a les terres de ponent al món educatiu com a fundadora l'any 1969 i directora de l'escola Alba a Lleida, aquest centre ha estat un referent de renovació pedagògica, impuls democràtic i fidelitat a Catalunya durant els darrers anys del franquisme i la transició espanyola.
Casada amb Josep Vallverdú, important escriptor català, i vivia juntament amb ell a l'Espluga de Francolí. La parella s'havia conegut els anys 1940 a la Universitat de Barcelona on tots dos es van llicenciar en Filologia Clàssica. El 21 d'abril de 2009, va ser guardonada amb la creu de Sant Jordi, per la seva important tasca.